# Kenianische Cricket-Nationalmannschaft in Bangladesch in der Saison 2005/06
Die Tour der kenianischen Cricket-Nationalmannschaft nach Bangladesch in der Saison 2005/06 fand vom 17. bis zum 25. März 2006 statt. Die internationale Cricket-Tour war Bestandteil der Internationalen Cricket-Saison 2005/06 und umfasste vier ODIs. Bangladesch gewann die Serie 4–0.

## Vorgeschichte
Bangladesch spielte zuvor eine Tour gegen Sri Lanka, Kenia in Simbabwe
Es ist das erste Aufeinandertreffen der beiden Mannschaften bei einer Tour.

## Stadien
Die folgenden Stadien wurden für die Tour als Austragungsort vorgesehen und am 28. Februar 2006 bekanntgegeben.
| Stadion                  | Stadt    | Kapazität | Spiele |
| ------------------------ | -------- | --------- | ------ |
| Shaheed Chandu Stadium   | Bogra    | 15.000    | 1. ODI |
| Fatullah Osmani Stadium  | Fatullah | 25.000    | 3. ODI |
| Sheikh Abu Naser Stadium | Khulna   | 15.000    | 2. ODI |

## Kaderlisten
Kenia benannte seinen Kader am 10. März 2006.
Bangladesch benannte seinen Kader am 10. März 2006.
| ODI | ODI |
| Bangladesch | Kenia |
| --- | --- |
| - Habibul Bashar (K) - Abdur Razzak - Aftab Ahmed - Alok Kapali - Javed Omar - Khaled Mashud (wk) - Manjural Islam - Mashrafe Mortaza - Mohammad Ashraful - Mohammad Rafique - Rajin Saleh - Shahriar Nafees - Syed Rasel - Rajin Saleh | - Steve Tikolo (K) - Jimmy Kamande - Alfred Luseno - Tanmay Mishra - Hitesh Modi - David Obuya - Collins Obuya - Peter Ongondo - Kennedy Otieno (wk) - Brijal Patel - Kalpesh Patel - Martin Suji - Tony Suji |

## One-Day Internationals

### Erstes ODI in Bogra
| 17. März Scorecard | Bogra | Bangladesch 301-7 (50)           | – | Kenia 170 (48.1) |
|                    |       | Bangladesch gewinnt mit 131 Runs |   |                  |

### Zweites ODI in Khulna
| 20. März Scorecard | Khulna | Kenia 161 (49.5)                  | – | Bangladesch 162-1 (23.5) |
|                    |        | Bangladesch gewinnt mit 9 Wickets |   |                          |

### Drittes ODI in Fatullah
| 23. März Scorecard | Fatullah | Bangladesch 231 (45.5)          | – | Kenia 211 (49.2) |
|                    |          | Bangladesch gewinnt mit 20 Runs |   |                  |

### Viertes ODI in Fatullah
| 25. März Scorecard | Fatullah | Kenia 232-9 (50)                  | – | Bangladesch 237-3 (41.3) |
|                    |          | Bangladesch gewinnt mit 7 Wickets |   |                          |